# Comissão de Comércio do Mercosul
A Comissão de Comércio do Mercosul (CCM) é um órgão decisório técnico do Mercado Comum do Sul (Mercosul). É o responsável por apoiar o Grupo Mercado Comum (GMC) no que diz respeito à política comercial do bloco Mercosul. Se pronuncia por "Diretivas".
É composto por comitês técnicos (CT), são eles:
- CT 1 "Tarifas, Nomenclaturas e Classificação de Mercadorias"
- CT 2 "Assuntos Aduaneiros"
- CT 3 "Normas e Disciplinas Comerciais"
- CT 4 "Políticas Públicas que Distorcem a Competitividade"
- CT 5 "Defesa da Concorrência"
- CT 6 "Estatísticas de Comércio Exterior do Mercosul"
- CT 7 "Defesa do Consumidor"
- Comitê de Defesa Comercial e Salvaguardas (CDCS)